# 키쿠치 후마
키쿠치 후마(菊池 風磨, 1995년 3월 7일 ~ )는 일본의 가수, 배우이며, 남성 아이돌 그룹 timelesz의 멤버이다.
도쿄도 스기나미구 출신. STARTO ENTERTAINMENT 소속. 신장 178cm, 혈액형은 A형이다.

## 내력
2008년 4월, 쟈니즈 사무소에 입소. 10월, B.I.Shadow를 결성.
2009년 6월 4일, 나카야마 유마 w/B.I.Shadow의 결성과 함께 CD 데뷔가 발표된다. 6월 7일, 나카야마 유마 w/B.I.Shadow와 Hey! Say! JUMP의 야마다 료스케와 치넨 유리가 합체해 NYCboys가 결성되어 2009년 8월에 행해진 《여자 배구 월드 그랑프리 2009》의 스페셜 서포터를 맡는다.
2011년 9월 29일, Sexy Zone의 결성과 함께 11월에 CD 데뷔하는 것이 발표된다.
2013년 2월 9일, 게이오기주쿠 대학 종합 정책 학부에 AO 입시로 합격한 것을 발표.
2015년 8월 2일 ~ 5일, 〈Sexy Zone A.B.C-Z Summer Paradise in TDC〉 내에서 첫 솔로 콘서트를 했다.
2016년 8월 11일 ~ 16일, 〈Summer Paradise 2016〉에서 솔로 콘서트를 했다.

## 출연

### 드라마
- 스크랩 티처~교사 재생~ (2008년 10월 ~ 12월, 닛폰 TV) - 쿠스모토 후마 역, 키시 유타와 쿄모토 타이가와 출현
- SMAP 열심히 하겠습니다!! 아무도 모르는 SMAP 이야기 (2009년 1월 31일, TV 아사히) - 카토리 싱고 역
- 반장~진난서 아즈미 반장~ 시리즈 3 제2화 (2010년 7월 13일, TBS)
- 세상살이 원수천지 최종 시리즈 제22화 (2011년 3월 24일, TBS)
- 미래일기-ANOTHER:WORLD- (2012년 4월 ~ 6월, 후지 TV) - 코사카 오지 역
- 가면 티처 (2013년 7월 ~ 9월, 닛폰 TV) - 타케하라 킨조 역
- GTO 제2기 (2014년 7월 ~ 9월, 칸사이 TV) - 쿠즈키 류이치 역
- 신 나니와 금융도 (2015년 1월 24일, 후지 TV) - 하야토 역
- 앨저넌에게 꽃을 (2015년 4월 ~ 6월, TBS) - 코쿠보 역
- 시간을 달리는 소녀 (2016년 7월 ~ 8월, 닛폰 TV) - 후카마치 쇼헤이/켄 소고루 역
- 거짓말의 전쟁 (2017년 1월 ~ 3월, 칸사이 TV) - 야시로 카즈키 역

### 영화
- 극장판 가면 티처 (2014년, 쇼게이트) - 타케하라 킨조 역, 키시 유타와 쿄모토 타이가와 출현

### 음악 프로그램
- 더 소년구락부 (2008년 ~ , NHK BS 프리미엄)

### 버라이어티 프로그램
- 갈릴레오 뇌연구 (2009년 11월 14일 ~ 2011년 8월 13일, TV 아사히) ※준레귤러
- Johnny's Jr. Land (2010년 10월 2일 ~ , BS 스카파!)

### 무대
- PLAYZONE FINAL 1986-2008~SHOW TIME Hit Series~ Change (2008년 7월 6일 ~ 2008년 8월 31일, 아오야마 극장)
- 소년들 창살 없는 감옥 (2011년 9월 5일 ~ 29일, 닛세이 극장)
- ABC좌 별 (스타) 극장 (2012년 2월 4일 ~ 29일, 닛세이 극장)
- DREAM BOYS (2015년 9월 12일 ~ 20일, 제국 극장)

### 콘서트
- SUMMARY 2008 (2008년 8월 2일 ~ 9월 5일, 오다이바·아오미 J 지구 특설 회장 〈Johnnys Theater〉)
- 포럼 신기록!! 자니즈 Jr. 1일 4공연 하자! 콘서트 (2009년 6월 7일, 도쿄 국제 포럼)
- SUMMARY 2010 (2010년 7월 19일 ~ 8월 29일, 도쿄 돔 시티·JCB홀)
- 연말 YOUNG 동서가합전!~동서Jr.대집합2010!~ (2010년 11월 26일 ~ 27일, NHK 홀)
- SUMMARY 2011 (2011년 8월 7일 ~ 9월 25일, 도쿄 돔 시티 홀·도쿄 돔·쿄세라 돔)
- Sexy Zone A.B.C-Z Summer Paradise 《후 is a Doll?》 (2015년)
- Summer Paradise 2016 《후 are you?》 (2016년)

## 솔로곡
- rouge
  - 앨범 《one Sexy Zone》에 수록.
- FaKe ※작사
  - 싱글 〈바이바이Du바이~See you again~/A MY GIRL FRIEND〉에 수록.
- It's going down ※작사
  - 싱글 〈남자 never give up〉에 수록.
- 20 -Tw/Nty- ※작사
  - 앨범 《Sexy Power3》에 수록.
- Party up! ※작사
  - 앨범 《Sexy Power3》에 수록.
- My Lovin' Season ※작사·작곡
  - 싱글 〈Cha-Cha-Cha 챔피언〉에 수록.
- Hello ※작사
  - 싱글 〈컬러풀 Eyes〉에 수록.
- But... ※작사
  - 앨범 《Welcome to Sexy Zone》에 수록.
- ...more ※작사·작곡
  - 앨범 《Sexy Zone 5th Anniversary Best》에 수록.